# Уила Катър
Уила Катър (на английски: Willa Cather) е американска поетеса и писателка на произведения в жанра драма.

## Биография и творчество
Уила Сибърт Катър е родена на 7 декември 1873 г. в фермата на баба си в долината край река Бек Крик, приток река Потомак, Вирджиния, САЩ. Семейството на баща ѝ Чарлз Катър произхожда от Уелс, а майка ѝ Мери Боук е учителка от Вирджиния. Има 6 братя и сестри.
Когато е едногодишна, семейството се премества в къщата „Willow Shade“ (Върбова сянка) край Уинчестър, Вирджиния, където отраства. Когато е деветгодишна, семейството се премества в окръг Уебстър, Небраска, където баща ѝ се опитва в земеделието, и да избягат от огнища на туберкулоза във Вирджиния. След 18 месеца се преместват в Ред Клоуд, където баща ѝ отваря бизнес за недвижими имоти и застраховки, а децата посещават училище за първи път. Там Уила се сприятелява със семейство Винер и чете много в тяхната обширна библиотека.
През 1890 г. се премества в Линкълн, Небраска, където следва в Университета на Небраска-Линкълн. Там започва да пише като колумнист и става редовен сътрудник на списание „Nebraska State Journal“. Освен това е и главен редактор на студентския вестник на университета и пише за вестник „Lincoln Courier“. Първоначално учи математика в университета, с намерението да стане лекар, но променя плановете си и през 1895 г. се дипломира с бакалавърска степен по английски език.
След завършване на университета, през 1896 г. се премества в Питсбърг за десет години, издържайки се като редактор на женското списание „Home Monthly“ и на „Pittsburgh Leader“, а после като учител по английски в гимназията. Заедно с работата си пише публицистични произведения, разкази и поезия. Първата ѝ книга, сборникът с поезия „April Twilights“ (Априлски здрач), е публикуван през 1903 г. През през 1905 г. е публикуван първият ѝ сборник с разкази „The Troll Garden“ (Градината на троловете), който съдържа някои от най-известните ѝ истории – „Матинето на Вагнер“, „Погребението на скулптора“ и „Делото на Пол“.
През 1906 г. се премества в Ню Йорк, където работи като редактор в списание „McClure“. В списанието е издаден и първият ѝ роман „Alexander's Bridge“ (Мостът на Александър). Живее в Ню Йорк до края на живота си, въпреки че също пътува много и прекарва значително време в лятната си резиденция на остров Гранд Манан, Ню Брънзуик.
В периода 1913 – 1918 г. са публикувани трите ѝ романа, чието действие се развива в прериите на Големите равнини – „О, пионери!“, „Песента на чучулигата“ и „Моята Антония“, които взети заедно се определят като трилогията „Прерия“. Романите стават популярни и хвалени от критиката, и характерни с използването на откровен език за обикновените хора. И трите романа са екранизирани.
Писателката оказва силно влияние върху развитието на модерния роман. През 1922 г. издаден романа ѝ „One of Ours“ (Един от нас), история, чието действие се развива след пограничните войни в западните щати и е базиран на Първата световна война. Романът получава наградата „Пулицър“.
През 1923 г. е издаден друг популярен неин роман – „Жена без път“. Разказвачът на историята, младият Нийл Хърбърт, е омаян от своята съгражданка, красивата и чаровна Мариан Форестър, чийто съпруг е пионер в изграждането на железопътни линии. Той, като много други, е предаден от нея, защото животът в малкия град на запад Суийт Уотър не е достатъчен за нея, и по пътя към нещо по-добро тя губи всичко. През 1924 и 1934 г. романът е екранизиран в едноименни филми.
Други нейни известни романа са „Професорската къща“ (за учителя, който си спомня за жените от семейството си и наследството на най-блестящия си ученик, който загива през войната), „Моят смъртен враг“ (в който развива темата за брака), „Смъртта идва за архиепископа“ (описвайки бавното разпространяване на вярата в пустошта) и „Сапфира и робинята“ (за темата за робството от друг ъгъл).
В своя по-късен живот писателката получава много негативни критики за консервативната си политика и започва да страни от обществения живот. Унищожава много от своите писма и лични документи, включително и последния си ръкопис.
През 1938 г. е избрана за член на Американската академия на изкуствата и науките. През 1944 г. получава златен медал за художествена литература от Националния институт по изкуства и литература за цялостни постижения.
Диагностицирана е с рак на гърдата през декември 1945 г. и има мастектомия на 14 януари 1946 г. В началото на 1947 г. получава метастази.
Уила Катър умира от инсулт на 24 април 1947 г. в Манхатън, Ню Йорк. Тя прекарва последните 39 години от живота си с партньорката си Едит Люис, която става изпълнител на литературното ѝ наследство.
В град Ред Клоуд е създадена фондация, чиито цели са опазване и представяне на нейния живот и литературно наследство. На нейно име е учредена литературната награда „Уила“, която се дава от 2016 г. на писателки, в чиито произведения действието се развива в Западните Съединени щати.

## Произведения

### Самостоятелни романи
- Alexander's Bridge (1912)
- One of Ours (1922) – награда „Пулицър“
- A Lost Lady (1923)
Жена без път, изд. „Кръг“ (2019), прев. Надежда Розова
- The Professor's House (1925)
- My Mortal Enemy (1926)
Смъртен враг, изд. „Славчо Атанасов“ (1938), прев. Живка Драгнева
Моят смъртен враг, сп. „Съвременник“ (2008), изд.: „Сиела“, София (2009), прев. Йордан Костурков
- Death Comes for the Archbishop (1927)
- Shadows on the Rock (1931)
- Lucy Gayheart (1935)
Люси Гейхарт, сп. „Модерна домакиня“ (1937), прев. Любен Сечанов
- Sapphira and the Slave Girl (1940)

### Серия „Прерия“ (Prairie)
1. O Pioneers! (1913)
2. The Song of the Lark (1915)
3. My Antonia (1918)

### Новели и разкази
- The Clemency of the Court (1893)
- The Burglar's Christmas (1896)
- The Affair at Grover Station (1900)
- A Wagner Matinee (1905)
- Paul's Case (1905)
- The Enchanted Bluff (1909)

### Сборници
- April Twilights (1903) – поезия
- The Troll Garden (1905)
- Youth and the Bright Medusa (1920)
- The Old Beauty and Others (1948)
- Willa Cather's Collected Short Fiction, 1892 – 1912 (1970)
- Uncle Valentine and Other Stories (1973)

### Документалистика
- The Autobiography of S.S. McClure (1914)
- Not Under Forty (1936)
- On Writing (1949)

### Екранизации
- 1924 A Lost Lady
- 1934 A Lost Lady
- 1977 Nanette: An Aside – тв филм, по разказа
- 1980 Paul's Case – тв филм, по разказа
- 1980 Jack-a-boy – късометражен
- 1991 O Pioneers!
- 1992 O Pioneers!
- 1994 Spring Awakening – тв филм, по разказа „Resurrection“
- 1995 My Antonia – тв филм
- 1997 The Song of the Lark – късометражен
- 2001 The Song of the Lark – тв филм

## Книги за Уила Катър
- Willa Cather (1970) – от Барбара Бонам